# ساهاماتوینا
ساهاماتوینا (به لاتین: Sahamatevina) یک منطقهٔ مسکونی در ماداگاسکار است که در وتمندری واقع شده‌است. ساهاماتوینا ۹٬۰۳۸ نفر جمعیت دارد.